# Conseil supérieur de la république démocratique du Congo
Le Conseil supérieur de la république démocratique du Congo est une institution de la république démocratique du Congo. Il a succédé au Conseil supérieur du Congo, institué en 1889 et dissout en 1930, sous administration belge. Celui-ci avait pour compétences principales celles de Cour de cassation, de Cour d'appel et de Conseil d'État. À partir de 1924, une bonne part de ces compétences avaient été transférées à la Cour de cassation belge.

## Le Conseil supérieur du Congo

### Création
Léopold II sanctionnait, le 18 octobre 1908, « la loi approuvant le traité de cession conclu le 28 novembre 1907 entre l’État indépendant et la Belgique ainsi que la loi organisant ensuite de cette cassation, le gouvernement du Congo, devenu Congo belge ». Après cette cession, le roi comprit que l’un des premiers devoirs à accomplir sur le territoire du nouvel État était d’organiser la justice. L’administration de la justice aux colonies est rendue plus aisée par l’application d’un code simplifié et plus large que les anciens codes européens, mais celle-ci se complique, davantage, par la juxtaposition de deux races, dont l’une colonisatrice, ayant pour elle l’autorité et la force, étant parfois disposée à en abuser pour opprimer l’autre, la population des premiers occupants. Dans les colonies, la justice doit donc édicter un ensemble de pénalités pour protéger non seulement entre eux les hommes de même race, mais encore ces deux races l’une contre l’autre. De plus, le Congo belge a une personnalité distincte de celle de la métropole. Il est, de ce fait, régi par des lois particulières. L'actif et le passif de la Belgique et de la colonie demeurent ainsi séparés.
Excepté certaines juridictions indigènes, qui furent maintenues, l’organisation judiciaire de l’État du Congo comprenait un tribunal de première instance, des tribunaux territoriaux, un tribunal d’appel, des conseils de guerre et, enfin, le Conseil supérieur. Ce dernier, instauré en 1889 par le décret du 16 avril 1889, forme le niveau suprême de l’organisation judiciaire. Le Conseil supérieur, institution tricéphale siégeant à Bruxelles, constituait à la fois une Cour de cassation, une cour d’appel et un Conseil d’État. Il y avait, également, en son sein un comité permanent qui se chargeait d’examiner les affaires urgentes.

### Composition
Le Conseil supérieur institué par la législation de l’État indépendant du Congo n'était composé, paradoxalement, que de Belges et de quelques européens, choisis parmi les hauts personnages du monde juridique belge, siégeant à Bruxelles. L'institution est composée d’un président, de deux vice-présidents, un secrétaire, quinze conseillers, dix auditeurs et d’un greffier tous nommés par le roi. Le premier président du Conseil supérieur fut Eudore Pirmez. D’autres comme Guillery, Bergerem, Nyssenes, Sainctelette ou encore Adolphe Max lui succédèrent.
Siégeant d’abord rue de Namur, le Conseil supérieur tint à partir de 1913 ses assemblées générales et ses audiences de Cour de justice dans la salle des audiences ordinaires de la Cour de cassation. Aussi, bien qu'il siégeât à Bruxelles, le Conseil supérieur était sans pouvoir en Belgique car il n’était, justement, que l’organe d’un État étranger. De ce fait, aucun témoin ni prévenu ne pouvait, quelle que soit la matière, être contraint de comparaître devant lui. Il y a, ainsi, un manque d'effectivité car les décisions du Conseil Supérieur étaient dépourvues de toute force exécutoire en Belgique.

### Compétences
Le Conseil supérieur assurait trois fonctions : celles de Cour cassation, de Cour d’appel et de Conseil d’État.

#### Cour d'appel
Le Conseil supérieur statuait, comme cour d’appel, en matière répressive, en premier et dernier ressort de l’appel des décisions rendues par le tribunal officiers du ministère public de première instance sur les poursuites exercées contre les juges du tribunal d’appel ou les officiers du ministère public près ce tribunal. Comme cour de second appel, le Conseil jugeait les matières civiles, commerciales et l’appel des jugements rendus sur premier recours par le tribunal d’appel. Toutefois, ce second appel n'est recevable que si le litige dépasse la valeur de 25 000 francs ou s'il n'était pas évaluable en argent,. Le premier arrêt rendu par cette institution judiciaire, en tant que cour de second appel, opposait Mahy à la Société des magasins généraux du Congo (7 mars 1894).

#### Cour de cassation
Comme Cour de cassation, il connaissait « des pourvois dirigés contre tous jugements rendus en dernier ressort, en matière civile ou commerciale, et des prises à partie ». Les arrêts étaient rendus par cinq conseillers sur le rapport et les conclusions d’un auditeur,. Le pourvoi devait être fondé sur une contravention à la loi, soit sur la violation d’une forme substantielle ou prescrite à peine de nullité, soit innovation opportune en raison de l’état nécessairement embryonnaire de la législation pendant les premières années de l’État indépendant – sur « la violation du droit des gens ». Aussi, le Conseil supérieur ne jugeait un litige que sur le fond de l’affaire. À la suite d'un arrêt du 10 février 1921, le Conseil supérieur s'est déclaré compétent en matière pénale. Le secrétaire et les auditeurs n'ont pas voix délibérative ; les arrêts sont rendus par cinq conseillers en cas de pourvoi en cassation, et par trois conseillers en cas d'appel.

### Conseil d'État
Comme Conseil d'État, il formait un conseil consultatif de législation qui se chargeait de donner son avis « sur les questions dont le roi-souverain estimait devoir le saisir ». Et c'est précisément, en tant que Conseil d'État que le Conseil d'État exerça ses premières fonctions. Il rédigeait, notamment, des projets de décret sur son organisation, sur les matières importantes formant l'objet du livre Des personnes du Code civil congolais, sur la procédure, sur la traite, sur le recrutement de la force publique et sur les sociétés commerciales.

### Évolution des compétences
Tout au long de son existence, le Conseil supérieur du Congo a connu de nombreuses modifications de ses compétences et de ses attributions.
L'instauration d’un Conseil colonial par la loi sur le gouvernement du Congo belge du 18 octobre 1908 fit perdre au Conseil supérieur sa fonction de Conseil d’État au profit du nouveau Conseil. Néanmoins, ses autres attributions restent, elles, inchangées (Cour de justice et Cour de cassation). De plus, les art. 29 et 30 de cette même disposition disposaient que les décisions rendues, tant en matière civile ou commerciale qu’en matière répressive, acquéraient l’autorité de la chose jugée en Belgique et y devenaient exécutoires de plein droit. Ce fut un changement considérable car avant cela, ses décisions n’avaient aucune force exécutoire en Belgique.
Le Congo étant devenu territoire belge, la question était de savoir si l’existence de deux cours de cassation, à savoir la Cour de cassation de Belgique et celle du Conseil supérieur, était possible. En effet, l’art. 95, al. 1 de la Constitution belge stipule qu’« il y a pour toute la Belgique une cour de cassation ». Pour répondre à cette question, on se réfère à l’art. 1er, al. 4 de la Constitution du 7 septembre 1893 qui stipule que « les colonies, possessions d’outre-mer ou protectorats que la Belgique peut acquérir sont régis par des lois particulières ». Autrement dit, la Constitution ne régit pas de plein droit ces lois. De ce fait, il n’y avait, ainsi, aucun problème à ce que les attributions d’une juridiction de cassation fussent, en ce qui concerne les décisions rendues par les tribunaux du Congo, conférées non à la Cour de cassation de Belgique mais au Conseil supérieur.
Par la suite, M. Mechelynck, député à la Chambre, déposa un amendement visant à mettre fin aux fonctions judiciaires du Conseil supérieur au profit de la Cour de cassation et de la cour d’appel de la métropole. Celui-ci jugeait nécessaire d’opérer une modification de l’organisation judiciaire mise en place par l’État indépendant. Cependant, à la suite de la déclaration du ministre Jules Renkin qui affirmait qu’« il était indispensable de conserver provisoirement les juridictions existantes et qu’il serait procédé ultérieurement à une réorganisation générale de l’administration de la justice », le député, auteur de l’amendement, retira sa proposition.
La création d’un second tribunal d’appel à Elisabethville, ainsi que d’autres réformes, entraînèrent une croissance de l’activité du Conseil supérieur. Cela rendait, ainsi, nécessaire un plus grand dévouement de la part des magistrats à la fonction judiciaire. Cependant, jusqu’à là, aucune disposition n'était venue modifier ses attributions; elles restent, ainsi, inchangées.
Après la Seconde Guerre mondiale, des rapports étroits entre les deux états virent le jour. Les Belges voulurent récompenser le courage et l’aide précieuse des armées congolaises, en temps de guerre. De ce fait, lors de la révision de la Constitution du 15 octobre 1921, l’art. 1er de l’art. 95 figura parmi les dispositions soumises à révision en vue de remplacer les mots « Il y a pour toute la Belgique une Cour de cassation » par « Il y a pour toute la Belgique et pour la Colonie une Cour de cassation». Ceux-ci estimaient qu’il était nécessaire que la juridiction de cassation soit attribuée à une Cour unique et pour la Belgique et pour le Congo mais encore que cette unité de juridiction devait être imposée par une disposition constitutionnelle.
Néanmoins, cette proposition fut rejetée et aucune modification faite. Le gouvernement combattit la proposition en objectant qu’il fallait « conserver au pouvoir législatif ordinaire le droit d’établir une juridiction de cassation et même, si le développement de la Colonie et de ses institutions judiciaires le rendait nécessaire ». La mission du Conseil Supérieur demeura inchangée. Mais par le biais d’un arrêt du 10 février 1921, le Conseil supérieur devenait, désormais, compétent pour statuer sur un pourvoi formé contre une décision rendue en matière répressive. Ce changement donna lieu à de nombreux étonnements et eut pour conséquence de précipiter la révision des dispositions légales portant sur le Conseil supérieur. D’ailleurs, ce dernier verra, peu à peu, ses attributions déléguées à d’autres juridictions.
Par la suite, un décret de juillet 1921 institué sur l’avis du Conseil colonial disposa que les décrets relatifs au « Conseil supérieur, siégeant comme Cour de cassation, sont interprétés comme n’ouvrant aucun recours en cassation contre les décisions rendues en matière répressive ». Ainsi, le Conseil coloniale estimait qu’il était souhaitable que le gouvernement procédât à une organisation du Conseil supérieur. Ils affirmaient qu’en effet, celui-ci « qui a rendu de grands services est demeuré ce qu’il était quand le Congo constituait un État indépendant. Il s’harmonise mal aujourd’hui avec les institutions judiciaires de la Colonie et de la métropole ». Le gouvernement prit en compte cette volonté et par le biais des décrets du 2 mars 1922 et 9 juillet 1923, le Conseil supérieur se vit retirer ses attributions de cour de second appel en matière civile et commerciale ainsi que ses attributions de cour d’appel et de cour statuant en premier et dernier ressort, en matière répressive. De ce fait, le Conseil supérieur, principalement juridiction tricéphale, ne siégeait plus qu’en tant que Cour de cassation. On observait là une diminution radicale des attributions de l’institution. La loi du 15 avril 1924 vient remplacer la compétence, pour ce qui est des pourvois en matière civile et compétence, du Conseil supérieur à la Cour de cassation et ce à partir de l’entrée en vigueur de la précédente loi, fixée au 1er août 1924.
Ce transfert de compétence entraîna de multiples conséquences. D’abord, la cassation n’était, désormais, prononcée que « pour contravention à la loi ou pour violation de formes soit substantielles, soit prescrites à peine de nullité » autrement dit, « la violation du droit des gens, indépendante de traités approuvés par une loi ayant reçu l’assentiment des chambres, n’est pas par elle-même un moyen de cassation ». De plus, la Cour ne peut juger elle-même le fond de l’affaire, lorsqu’elle casse une décision. Pour finir, le pourvoi dans l’intérêt de la loi, absents dans les décrets relatifs au Conseil supérieur, devinrent recevable.
Par ailleurs, cette loi altérait également la législation congolaise tant au niveau des juridictions, étant sous le contrôle d’une Cour de cassation, qu’au niveau de la nature des demandes dont les juges de cassation pouvaient être saisies. En effet, devant le Conseil supérieur, un pourvoi en matière civile ou commerciale était recevable contre « tous jugements rendus en dernier ressort ». Tandis que devant la Cour de cassation, en vertu de l’art. 1er de la loi du 15 avril 1924, n’étaient recevable que les pourvois formés contre les décisions en dernier ressort rendues « par les tribunaux de première instance et par les cours d’appel ». De ce fait, les pourvois contre des décisions des tribunaux de parquet étaient irrecevables. De plus, la Cour était en mesure de statuer, par le biais d’un décret, sur d’autres cas tels que des pourvois en matière d’impôts soit en matière répressive ou des requêtes en révision de condamnations pénales. Beaucoup considéraient, par conséquent, que cette loi du 15 avril 1924 acquittait le Conseil supérieur du Congo de toutes ses attributions et mettait, ainsi, fin à l’institution . Légalement, jusqu’au décret du 24 décembre 1930 sur l’organisation judiciaire et la compétence, le Conseil supérieur s’occupait toujours des prises à partie. Toutefois, dans les faits, ce n’était pas vraiment le cas. En effet, par l’art. 1er de la disposition, le Conseil supérieur se voit retirer cette dernière compétence au profit des cours d’appel.
Finalement, c’est l’art. 2 de ce décret du 24 décembre 1930 qui viendra abroger le décret du 16 avril 1889 qui instaurait, il y a près d’un demi-siècle, le Conseil supérieur. C’est le 7 février 1925 qu’a eu lieu la dernière audience de cette haute juridiction. Le Conseil supérieur proclama un dernier arrêt comme Cour de cassation et un comme cour de second appel. Il a été saisi depuis la reprise de la colonie, d’après une note remise à la Commission par le ministre des Colonies, Jules Renkin, de douze affaires comme cour d’appel, de six comme cour de cassation.

### Budget
En peu de temps, le Congo a développé toute son organisation politique, administrative et judiciaire. La situation financière d’une colonie se présente, en général, d’une façon différente de celle d’un État métropolitain. Le commerce et l’industrie étant à leur début mal assurés n’alimentaient que dans une proportion restreinte le revenu de la colonie. Cette dernière doit trouver la principale de ses ressources soit dans un subside de la métropole, soit dans l’exploitation de son domaine. Ce dernier moyen est celui qui s’accorde le mieux avec le principe d’une saine économie financière. Le budget de l’État est établi chaque année par le département des finances et soumis à l’approbation du roi souverain.
En 1920, on observait que les dépenses résultant du Conseil supérieur s’élevaient à 4 000 francs. Ces dépenses englobent les frais de déplacement des membres résidant en dehors de l’agglomération bruxelloise, l’indemnité du greffier, de l’huissier audiencier, du concierge de la Cour de cassation belge ainsi que les fournitures de bureau et les frais de justice (matières pénales).

## Le Conseil supérieur de la magistrature de la république démocratique du Congo
De nos jours, on ne parle plus de Conseil supérieur mais de Conseil supérieur de la magistrature, en abrégé CSM. Le Conseil supérieur de la magistrature de la république démocratique du Congo (RDC) est un organe de gestion du pouvoir judiciaire. Il élabore les propositions de nomination, de promotion et de révocation des magistrats. Il exerce le pouvoir disciplinaire sur les magistrats. Il donne ses avis en matière de recours en grâce. L’organisation et le fonctionnement du Conseil supérieur de la magistrature est régie par une loi organique du 5 août 2008,.
La Constitution du 18 février 2006 dispose que le pouvoir judiciaire est indépendant du pouvoir législatif et du pouvoir exécutif. Cette proclamation constitue une garantie de la séparation des pouvoirs, principe fondamental dans une société démocratique. Ce principe s'accompagne des mécanismes constitutionnels permettant d'équilibrer l’exercice de chaque pouvoir. La mise en œuvre du principe de séparation de pouvoir est assurée par le Conseil supérieur de la magistrature. On remarque ce principe notamment dans la procédure de nomination des membres de la Cour Constitutionnelle. En effet, le président de la République, le Parlement et le Conseil supérieure de la magistrature nomment chacun trois membres. Cette composition est, ainsi, voulue afin d’assurer un certain équilibre entre les trois pouvoirs de l’État. Pour les magistrats du siège, le régime disciplinaire est exercé par le Conseil supérieur. La faute disciplinaire que peut entraîner une peine n’a pas été définie par le législateur : elle est laissée à l’entière appréciation de la juridiction disciplinaire.
La procédure de nomination, de révocation et de promotion dont se charge le Conseil supérieur de la magistrature concerne tous les magistrats de la République, aussi bien en milieu rural qu'en milieu urbain. Ces magistrats sont nommés, promus et révoqués par le Président de la République sur proposition du Conseil supérieur de la magistrature,. Toutefois dans les faits, le président de la République nomme, promeut et révoque sans requérir l’avis du Conseil supérieur de la magistrature. Cette non-concertation porte atteinte au principe de séparation mais aussi aux principes d’indépendance et d’impartialité des magistrats . Ces derniers sont aussi fortement fragilisés lorsqu’il s’agit de trancher des litiges intéressant les gouvernants : la peur constante d’être révoqués, suspendues ou mutés amène les juges à prendre des décisions favorables à ceux-ci. L’Exécutif est ainsi fortement implanté dans le pouvoir judiciaire.

### Composition
La Constitution congolaise du 18 février 2006, en son al. 2 de l'art. 152, stipule que le Conseil supérieur de la magistrature est composé de : 
1. Président de la Cour constitutionnelle aussi président du CSM
2. Procureur général près de la Cour constitutionnelle
3. Premier président de la Cour de cassation
4. Procureur général près la Cour de cassation
5. Premier président du Conseil d'État
6. Procureur général près le Conseil d'État
7. Premier président de la Haute Cour
8. Auditeur général près la Haute Cour
9. Premier président des cour d'appel
10. Procureurs Généraux près les cours d'appel
11. Premier présidents des cours administratives d'appel
12. Procureurs Généraux près les cours administratives d'appel
13. Premier présidents des cours militaires
14. Auditeurs militaires supérieur
15. Deux magistrats du siège d'appel par ressort
16. Deux magistrats de parquet par ressort
17. Un magistrat du siège par ressort de cour militaire
18. Un magistrat de parquet par ressort de cour militaire

D'avril 2015 à juillet 2020, Benoît Lwamba a présidé la Cour constitutionnelle et, par la même occasion, le Conseil supérieur de la magistrature. En effet, le président de la Cour constitutionnelle est de droit le président du Conseil de la magistrature.

### Structure
Le Conseil supérieur de la magistrature du Congo est composé de quatre structures. Les structures du Conseil supérieur de la magistrature sont l’Assemblée générale, le Bureau, les Chambres disciplinaires et le secrétariat permanent. Ces différentes structures sont sous la direction et la coordination du président de la Cour constitutionnelle aussi président du Conseil supérieur de la magistrature.

#### Assemblée Générale
L’Assemblée générale est l’organe d’orientation et de décision du Conseil supérieur de la magistrature dans les matières relevant de sa compétence.

#### Bureau
Le Bureau exécute les décisions et recommandations de l’Assemblée générale.

#### Chambres disciplinaires
Le pouvoir disciplinaire est exercé par la Chambre nationale et les Chambres provinciales de discipline. La chambre provinciale de discipline connaît, au premier degré, des fautes disciplinaires mises à charge des magistrats des ressorts des cours d’appel, des cours administratives d’appel, des cours militaires et de ceux des parquets près de ces juridictions. La Chambre nationale de discipline connaît, en premier et dernier ressort, des fautes disciplinaires mises à charge des magistrats de la Cour de cassation, du Conseil d’État, de la Haute Cour militaire et de ceux des parquets près ces juridictions.

#### Secrétaire permanent
Le Secrétaire Permanent assiste le Bureau dans l’administration du Conseil supérieur de la magistrature. À cet effet, il a notamment pour tâche de gérer les dossiers des magistrats ; préparer les travaux des autres structures et en conserver les procès-verbaux et les archives ; tenir à jour le fichier général des magistrats. Sans préjudice des autres dispositions de la présente Loi, le Secrétariat permanent assiste le premier président de la Cour de cassation dans l’ordonnancement du budget du pouvoir judiciaire.

### Budget
Le pouvoir judiciaire dispose d’un budget propre géré par le Conseil supérieur de la magistrature. Le premier président de la Cour de cassation il en est l’ordonnateur.

#### Législation
1. Constitution de la république démocratique du Congo du 18 février 2006
2. Loi sur le gouvernement du Congo belge du 18 octobre 1908
3. Loi du 15 avril 1924
4. Décret du 16 avril 1889
5. Décret du 8 octobre 1890
6. Décret du 24 décembre 1930
7. Révision de l'art. 95, al. 1er de la Constitution, avis de la Commission de Révision de la Constitution, Doc., Ch., 1920-1921, no 254.

#### Doctrine
- R. Hayoit de Termicourt, Le Conseil supérieur du Congo, 1889-1930 : Discours prononcé par M. R. Hayoit de Termicourt à l'audience solonnelle de rentrée du 1er septembre 1960, Bruxelles, Bruylant, 1960.
- F. Goffard, Le Congo : géographie physique, politique et économique (éd. revue. et mise à jour par Georges Morissens), Bruxelles, Misch etThron, 1908, 2e éd..
- J. Mastaki Namegabe, « Le droit au juge dans les milieux ruraux du Sud-Kivu », Librairie africaine d'études juridiques, vol. 3,‎ 2016, p.12-13.
- B. Piret (dir.), C. Braillon, L. Montel et P-L Plasman, Droit et Justice en Afrique coloniale. Tradition, production et réformes, Bruxelles, Université Saint-Louis, 2013.